# ويليام إل. وارد
ويليام إل. وارد (بالإنجليزية: William L. Ward)‏ هو سياسي أمريكي، ولد في 2 سبتمبر 1856، وتوفي في 16 يوليو 1933 في نيويورك في الولايات المتحدة. حزبياً، نشط في الحزب الجمهوري. وقد انتخب عضو مجلس النواب الأمريكي.